# Pseudocanthon xanthurus
Pseudocanthon xanthurus là một loài bọ cánh cứng trong họ Bọ hung (Scarabaeidae).